# Zborište (gmina Brod)
Zborište (cyr. Збориште) – wieś w Bośni i Hercegowinie, w Republice Serbskiej, w gminie Brod. W 2013 roku liczyła 381 mieszkańców.